# Peter Suska-Zerbes
Peter Suska-Zerbes, geborener Zimmer (* 19. Februar 1954 in Trier), ist ein deutscher Schriftsteller und Pädagoge.

## Leben
Peter Suska-Zerbes’ Doppelname entstand durch Annahme des Familiennamens Suska von seiner ersten Ehefrau, ihm fügte er den Familiennamen seiner zweiten Ehefrau an. Aus seinen beiden Ehen gingen zusammen vier Söhne hervor.
Suska-Zerbes besuchte ab 1975 die Spätberufenenschule der Karmeliten, das Theresianum in Bamberg, an dem er 1980 das Abitur ablegte. Danach studierte er Pädagogik mit dem Schwerpunkt Erwachsenenbildung an der Universität Trier. Er lebt in Kaufbeuren, wo er auch an der Volkshochschule Kurse gibt. 2007 begann er mit dem Schreiben. Seit 2011 entstanden zahlreiche Veröffentlichungen verschiedener Genres.

## Publikationen
- Viehscheid. Ein Allgäu-Krimi. Brack, Altusried 2014, ISBN 978-3-863-89011-7.
- Märchenschloss. Verschwörung im Allgäu. Brack, Altusried 2016, ISBN 978-3-863-89024-7.
- Täuschung. Der Tod lauert überall mit einem Lächeln. Allgäu-Krimi. Edition Schreib Schon! CreateSpace.com 2014, ISBN 978-1-499-13355-4.

Beiträge zu Anthologien:
- 100% Schokolade. Eine exquisite Mischung. Stories & Friends, Lehrensteinsfeld 2008, ISBN 978-3-981-15602-7.
- Unterwegs. Literaturpreis des Bezirks Schwaben 2009. Wißner, Augsburg 2009, ISBN 978-3-896-39745-4.
- Gemeines Spiel. Allgäu-Schwaben-Krimi. Brack, Altusried 2010, ISBN 978-3-930-32391-3.
- Wo ist der Mörder? net, Hennef 2011, ISBN 978-3-942-22936-4.
- Werwölfe und andere Gestaltswandler. net, Hennef 2011, ISBN 978-3-942-22937-1.
- Weihnachten mit Magie. net, Hennef 2011, ISBN 978-3-942-22938-8.
- Vorhang auf, die Kinder kommen! Theaterstücke für Kinder. net, Hennef 2011, ISBN 978-3-942-22943-2.
- Vampire sind überall. net, Hennef 2011, ISBN 978-3-942-22933-3.
- Moderne Märchen für Kinder. net, Hennef 2011, ISBN 978-3-942-22940-1.
- Ich glaube an Magie. net, Hennef 2011, ISBN 978-3-942-22950-0.
- Hexenjagd. net, Hennef 2011, ISBN 978-3-942-22946-3.
- Frau und Mann. Die unendliche Geschichte. net, Hennef 2011, ISBN 978-3-942-22935-7.
- Es wird einmal. Geschichten aus der Zukunft. net, Hennef 2011, ISBN 978-3-942-22947-0.
- Abenteuer im Elfenreich. net, Hennef 2011, ISBN 978-3-942-22948-7.
- mit Greta Zicari, Magdalena Ecker: Fantasywelten. Böse … Wild, Verzweifelt. Kurzromane. net, Hennef 2012, ISBN 978-3-942-22954-8.
- mit Arthur Luca, Edith Theisen: Der Schuss ging nach hinten los. Kurzromane. net, Hennef 2012, ISBN 978-3-942-22971-5.
- Mörderische Begierden. Kriminelle Kurzgeschichten. Schweitzerhaus, Erkrath 2012, ISBN 978-3-863-32015-7.
- Sprechende Pflanzenwelt. net, Hennef 2012, ISBN 978-3-942-22968-5.
- Einfach nur ein Engel. net, Hennef 2012, ISBN 978-3-942-22960-9.
- Besessen von einem Dämon. net, Hennef 2012, ISBN 978-3-942-22957-9.
- Geheimnisvolle Wesen … sie kommen. net, Hennef 2012, ISBN 978-3-942-22956-2.
- Internetkrimis. Der Blick ins Ungewisse. net, Cobbel 2012, ISBN 978-3-942-22970-8.
- Im Traum bist du mir begegnet. net, Cobbel 2012, ISBN 978-3-942-22972-2.
- Griechische Götter und ihre Macken. net, Cobbel 2012, ISBN 978-3-942-22969-2.
- Geschichten auf dem Meeresgrund. net, Cobbel 2012, ISBN 978-3-942-22964-7.
- Einhörner, Kobolde und andere fantastische Wesen. net, Cobbel 2012, ISBN 978-3-942-22966-1.
- Die Piraten und ihre legendären Geschichten. net, Cobbel 2012, ISBN 978-3-942-22974-6.
- Tarnkappen-Geschichten. net, Cobbel 2013, ISBN 978-3-944-28402-6.
- Stadt voller Geister. net, Cobbel 2013, ISBN 978-3-942-22992-0.
- Sehnsucht nach neuen Ufern. net, Cobbel 2013, ISBN 978-3-942-22991-3.
- Morde, die ungeklärt bleiben. net, Cobbel 2013, ISBN 978-3-942-22993-7.
- Mord aus Rache. net, Cobbel 2013, ISBN 978-3-944-28416-3.
- Erlebnisse mit Haustieren. net, Cobbel 2013, ISBN 978-3-942-22994-4.
- Die Legende von Halloween. Samhain. net, Cobbel 2013, ISBN 978-3-944-28422-4.
- Der Gärtner war’s. net, Cobbel 2013, ISBN 978-3-944-28417-0.
- Das Weihnachtsfest im Märchenland. net, Cobbel 2013, ISBN 978-3-944-28426-2.
- Best of Net-Verlag. net, Cobbel 2013, ISBN 978-3-944-28405-7.
- Alte Märchen. Und doch neu. net, Cobbel 2013, ISBN 978-3-944-28408-8.
- Sternzeichen-Geschichten. net, Cobbel 2014, ISBN 978-3-944-28481-1.
- Gute Fee. Böse Fee. net, Cobbel 2014, ISBN 978-3-944-28425-5.
- Mittelalteridylle. net, Tangerhütte 2014, ISBN 978-3-957-20007-5.
- Liebliche Wesen. Ein Traum? net, Tangerhütte 2014, ISBN 978-3-944-28441-5.
- Damals. Mein zweites Leben. net, Tangerhütte 2014, ISBN 978-3-944-28443-9.
- Best of Net-Verlag 2013. net, Tangerhütte 2014, ISBN 978-3-957-20025-9.
- Nichts als Lügen. Kurzgeschichten. Schweitzerhaus, Lindlar 2014, ISBN 978-3-863-32023-2.
- Burgenbrand. Historische Erzählungen. Burgenwelt, Bremen 2015, ISBN 978-3-943-53131-2.

Herausgeberschaften:
- 1+1=3. Ein ungewöhnliches Projekt der Begegnungen. Arbeitskreis Schreibschon. Bauer, Thalhofen 2012, ISBN 978-3-941-01372-8.

## Ehrungen
- 2009: 1. Preis für Irrwege, Schwäbischer Literaturpreis[3]
- 2011: 1. Preis für Freitagnacht, drei Uhr, Literaturwettbewerb custos verlag, Solingen[4]
- 2011: 3. Preis für Die Entdeckung, Schreibwettbewerb der Gemeindebücherei Westoverledingen[5]